# Tlalpan
Tlalpan är en stadsdel och ett av 16 distrikt (deligaciónes) i Mexico City. Distriktet ligger i södra delen av staden och hade 650 567 invånare vid folkmätningen 2010.